# Franck Dumoulin
Franck Dumoulin (Denain, 13 mei 1973) is een Frans schutter die gespecialiseerd is in de 10 meter luchtpistool en de 50 meter pistool. Hij is wereldtop in deze disciplines. Op de Olympische Spelen van Sydney won hij de gouden medaille op de 10 meter luchtpistool.

## Olympische medailles
- Sydney 2000
  -  - 10 meter luchtpistool

## Europees kampioenschap
- Thessaloniki 2002
  -  - 10 meter luchtpistool

- Tallinn 2005
  -  - 10 meter luchtpistool

- Moskou 2006
  -  - 10 meter luchtpistool in ploegen

- Deauville 2007
  -  - 10 meter luchtpistool in ploegen

- Granada 2007
  -  - 25 meter

1988: Tanjoe Kirjakov ·
1992: Wang Yifu ·
1996: Roberto Di Donna ·
2000: Franck Dumoulin ·
2004: Wang Yifu ·
2008: Pang Wei ·
2012: Jin Jong-oh ·
2016: Hoàng Xuân Vinh ·
2020: Javad Foroughi ·
2024: Xie Yu
- Système universitaire de documentation: 131870041
- Virtual International Authority File: 208319655